# September (Snelle)
September is een lied van de Nederlandse zanger Snelle in samenwerking met het Nederlandse band Miss Montreal. Het werd in 2023 als single uitgebracht en stond in hetzelfde jaar als achtste track op het album Achtentwintig van Snelle.

## Achtergrond
September is geschreven door Lars Bos, Daan Ligtvoet, Okke Punt, Sander de Bie en Sanne Hans en geproduceerd door Donda Nisha. Het is een lied dat past in het genre nederpop. Het lied gaat over twee mensen die in de zomer verliefd op elkaar worden. Dit gevoel is in de zomer heel heftig, maar zodra de winter begint, kan deze relatie stuklopen. De liedverteller hoopt dat dit niet gebeurt. Het is de eerste keer dat de Snelle en Miss Montreal met elkaar samenwerken. Het nummer werd bij radiozender 100% NL uitgeroepen tot de Hit van 100.

## Hitnoteringen
De artiesten hadden weinig succes met het lied in de Nederlandse hitlijsten. Er was geen notering in de Single Top 100 en ook de Top 40 werd niet bereikt. Bij laatstgenoemde was er wel de tiende positie in de Tipparade.